# Mättlibach (Wisebach)
Der Mättlibach, lokal auch Mülibach genannt, ist der knapp 3 Kilometer lange linke Quellbach des Wisebachs im Bezirk Weinfelden im schweizerischen Kanton Thurgau.

## Geographie

### Verlauf
Der Mättlibach entspringt östlich des zur politischen Gemeinde Birwinken gehörenden Bauernhofs Neuhof auf einer Höhe vom etwa 545,5 m ü. M. im dichten Gebüsch.
Der Bach fliesst zunächst in südwestlicher Richtung rund einen Kilometer durch die Felder und Wiesen der Flur Obere Längemosler und erreicht dann die Birwinkener Ortsgemeinde Mattwil, wo ihm am Nordwestrand des Dorfes auf seiner rechten Seite der aus dem Norden von Birwinken kommende Schweissbach zufliesst.
Der Mättlibach zieht dann nördlich an Altighofen vorbei und erreicht danach gut einen halben Kilometer östlich von Guntershausen bei Berg die Gemeindegrenze von Birwinken nach Bürglen. Er markiert nun zunächst für etwa zweihundert Meter die Grenze zwischen Birwinken und Bürglen und danach, nunmehr südwärts fliessend, die Grenze zwischen Berg und Bürglen.
Westlich von Guntersried wendet er sich wieder nach Südwesten und fliesst schliesslich zwischen den beiden zu Bürglen gehörenden Ortschaften Leimbach im Südosten und Oberopfershofen im Nordwesten auf einer Höhe von ungefähr 454 m ü. M. mit dem aus dem Norden kommenden Tobelbach zum Wisebach zusammen.
Sein etwa 2,7 km langer Lauf endet ungefähr 91,5 Höhenmeter unterhalb seiner Quelle, er hat somit ein mittleres Sohlgefälle von etwa 34 ‰.

### Einzugsgebiet
Das 2,75 km² grosse Einzugsgebiet des Mättlibachs liegt im Seerücken und wird über den Wisebach, den Giessen, die Thur und den Rhein zur Nordsee entwässert.
Es besteht zu 10,0 % aus bestockter Fläche, zu 79,7 % aus Landwirtschaftsfläche, zu 9,4 % aus Siedlungsfläche und zu 0,9 % aus unproduktiven Flächen.
Die Flächenverteilung
Die mittlere Höhe des Einzugsgebietes beträgt 526,5 m ü. M., die minimale Höhe liegt bei 459 m ü. M. und die maximale Höhe bei 556 m ü. M.

### Zuflüsse
- Schweissbach (rechts), 0,7 km[2]